# Neacanista
Neacanista är ett släkte av skalbaggar. Neacanista ingår i familjen långhorningar.
Kladogram enligt Catalogue of Life:
| Neacanista | \| \| Neacanista shirakii \| \| \| \| \| \| Neacanista tuberculipenne \| \| \| \| |
|            | \| \| Neacanista shirakii \| \| \| \| \| \| Neacanista tuberculipenne \| \| \| \| |
|            | Neacanista shirakii                                                               |
|            |                                                                                   |
|            | Neacanista tuberculipenne                                                         |
|            |                                                                                   |